# Dmitri Tikhiy
Dmitri Mikhailovich Tikhiy (tiếng Nga: Дми́трий Миха́йлович Ти́хий; sinh ngày 29 tháng 10 năm 1992) là một hậu vệ bóng đá người Nga. Anh thi đấu cho F.K. Luch-Energiya Vladivostok.

## Sự nghiệp câu lạc bộ
Anh có màn ra mắt tại FNL cho F.K. Luch-Energiya Vladivostok vào ngày 19 tháng 8 năm 2011 trong trận đấu với FC Chernomorets Novorossiysk.